# Одесский троллейбус
Одесский троллейбус (укр. Одеський тролейбус) — один из видов общественного транспорта в Одессе. Действует с 7 ноября 1945 года.
В 2016 году было перевезено 53 миллиона пассажиров, что на 9 миллионов меньше, чем годом ранее.

## История
- Постройка троллейбусных линий в Одессе началась в самом начале 1941 года. С началом войны она остановилась. Первыми троллейбусами, поступившими в Одессу, стали ЯТБ-4.[3] C 1948 года стали поступать троллейбусы МТБ-82[4], а в 1961 КТБ-1[5] и ЗиУ-5.[6]
- В 1966 году на улицах Одессы появляются первые троллейбусы Киев-4 производства киевского завода электротранспорта. Всего их эксплуатировалось 32 единицы до конца 1972 года. В 1969 году на 12 маршруте стали эксплуатироваться два троллейбусных поезда[7][8] Владимира Веклича[9][10]. Они формировались из двух троллейбусов «Киев-2», соединенных по системе Владимира Веклича[11][12]. Позже к ним добавилось еще два поезда из троллейбусов «Киев-4»[13].
- C 1972 года в Одессу начинают поступать троллейбусы ЗиУ-9. Они становятся самым массовым типом подвижного состава в городе. С использованием комплектующих ленинградского завода по ремонту городского электротранспорта в депо собираются четыре поезда из троллейбусов «ЗиУ-9», соединенных по системе Владимира Веклича[14]. Они используются в основном на маршрутах № 11 и 12[15]. В этом же году начинается эксплуатация грузовых троллейбусов КТГ (Киевский троллейбус грузовой) производства киевского завода электротранспорта, использующихся в различных служебных целях — грузовые, передвижная столовая, техническая помощь, поливомоечные и т. п.
- С 1992 года начинается эксплуатация троллейбусов ЮМЗ-Т1[16].
- С 1996 года начинается эксплуатация троллейбусов ЮМЗ-Т2[17].
- Руководство Одессы всегда проявляло к троллейбусу больше симпатии, нежели к трамваю. Некоторые современные троллейбусные маршруты включают в себя часть закрытых когда-то трамвайных маршрутов. Например, в 2005 году был закрыт трамвайный маршрут № 4 (Застава 2 — ЦПКиО Шевченко), часть которого по ул. Успенской (единственной части трамвайного маршрута № 4, где он пролегал не совместно с трамвайным маршрутом № 21) теперь является частью троллейбусного маршрута № 2. Часть троллейбусного маршрута № 5 и № 9 по ул. Греческой и Канатной до Куликового поля практически идентична большей части бывшего трамвайного маршрута № 23. По Строгановскому мосту и под ним теперь пущены троллейбусы, а когда-то и там, и там лежали трамвайные рельсы. Ныне в процессе реконструкции ул. Балковская, и планируется не класть там новые рельсы, а вместо закрытого таким образом трамвайного маршрута № 30 пустить по улице троллейбус. Обратных же примеров в Одессе нет (по состоянию на 01.12.2014 троллейбуса на Балковской нет и никаких признаков его появления не наблюдается).
- 27 марта 2009 года в Одессу поступило 16 троллейбусов Тролза-5265 «Мегаполис». Машины были изготовлены по индивидуальному заказу города и оснащены кондиционером в салоне. После прохождения сертификации и обкатки работали на маршрутах №1 и 2 несколько машин были закреплены за маршрутом №9. Сейчас троллейбусы данной модели встречаются на всех городских маршрутах.
- В 2012 году была куплена партия из 8 троллейбусов Škoda 14Tr и 5 Škoda 21Tr, бывших в употреблении в Чехии.
- В 2015 году были озвучены планы по получению кредита от Европейского банка реконструкции и развития, в размере 8 миллионов евро, на приобретение 47 новых троллейбусов. Рассмотрение данного вопроса ЕБРР состоится 14 октября 2015 года.[18]
- В июле 2016 года в город поступают 5 новых троллейбусов Богдан Т701.
- В первой половине октября того же года были раскрыты результаты тендера на поставку ещё 5 троллейбусов, который также выиграл концерн Богдан. Итоговая цена поставки составила 26,75 млн гривен. Новые машины ожидаются в ближайшее время.[19] 27.01.2017 года на сайте КП «ОГЭТ» появилась информация, что в ближайшее время эти 5 новых Богданов выедут на маршруты. Таким образом перевозить пассажиров будут уже 10 новых троллейбусов Богдан.[20]
- В 2017 году в Одессу поставлено 20 троллейбусов по совместному финансированию из городского и государственного бюджетов, а также 47 троллейбусов на кредитные средства ЕБРР, который был одобрен 22 октября 2016 года.[21] Тендер на эти 45 троллейбусов был объявлен 20 сентября, а раскрытие предложений состоится 7 ноября.[22] На тендер заявились два участника — украинский завод «Богдан» и белорусский завод «Белкоммунмаш». Оба участника являются реальными производителями, имеющими многолетний опыт производства крупных партий троллейбусов, в том числе и по кредитным линиям ЕБРР.[23]
- Всего же до 2018 года одесский троллейбусный парк получит 70 новых машин.
- По итогам тендера, объявленным 16 июня 2017 года, концерн Белкоммунмаш поставит в Одессу 47 троллейбусов, которыми будут рестайлинговые БКМ 321.[24]
- 11 ноября 2017 года в вагоноремонтных мастерских КП «Одесгорэлектротранс» состоялся день открытых дверей, приуроченный к 72-й годовщине первого рейса одесского троллейбуса.[25]
- 16 ноября 2017 на линию вышел окрашенный по современным технологиям троллейбус «Мегаполис» (№ 3005). При работе с машиной были использованы автомобильные краски, обеспечивающие яркий визуальный эффект и долговечность.[26]
- 19 декабря 2017 года специально ко Дню Святого Николая на городских улицах состоялся первый в истории Одессы парад троллейбусов КП «Одесгорэлектротранс».[27]
- 26 декабря 2017 года на территории троллейбусного депо КП «Одесгорэлектротранс» представителям СМИ был презентован первый (№ 0001) из 47 троллейбусов БКМ-321, приобретенных Одессой в рамках программы Европейского банка реконструкции и развития.[28]
- 22 января 2018 года в Одессу прибыла вторая машина БКМ-321(№ 0002).[29]
- 30 января 2018 года транспортный парк КП «Одесгорэлектротранс» пополнился еще одним белорусским троллейбусом БКМ 321 (№ 0003), которые поставляются в Одессу в рамках действия договора поставки 47 троллейбусов, приобретенных за кредитные средства Европейского банка реконструкции и развития (ЕБРР).[30]
- С 5 февраля 2018 года КП «Одесгорэлектротранс» сокращает до 3—4 минут интервал движения на троллейбусном маршруте №9 (ул. Ришельевская — ул. Инглези). Соответственно будет увеличен интервал движения (до 20 минут) на автобусном маршруте №9 (Александровский проспект — ул. Инглези).[31]
- 6 февраля 2018 года на линию троллейбусного маршрута № 9 вышли три машины БКМ-321 (№ 0001, 0002, 0003), поставленные в Одессу концерном «Белкоммунмаш» (Республика Беларусь) в рамках договора с КП «Одесгорэлектротранс».[32]
- 10 февраля 2018 года на линию вышел окрашенный в цвета города троллейбус «Мегаполис» (№ 3006). При работе с машиной были использованы современные автомобильные краски, обеспечивающие яркий визуальный эффект и долговечность. Также сотрудники КП «ОГЭТ» провели капитальный ремонт салона троллейбуса — в ходе работ были полностью заменены пол и боковая обшивка, заново обшиты пассажирские сидения, частично заменены стекла.[33]
- 8 марта 2018 года, в честь международного женского дня КП «Одесгорэлектротранс» организовало праздничную акцию специально для одесситок. Новенький троллейбус БКМ-321 совершил два музыкальных рейса сначала по 9-й линии, а затем по 10-й.[34]
- С апреля 2018 года водители подвижного состава КП «Одесгорэлектротранс» выходят на маршруты в новых унифицированных свитерах.[35]
- На протяжении 2017 года КП «Одесгорэлектротранс» по итогам каждого из четырех кварталов было признано лучшим предприятием городского электротранспорта в Украине. 11 апреля 2018 года в ходе конференции корпорации «Укрэлектротранс» были подведены итоги конкурса на лучшее предприятие городского электротранспорта за IV квартал 2017 года. Первое место было присуждено КП «Одесгорэлектротранс».[36]
- 24 мая 2018 года очередные шесть машин «БКМ-321» прибыли в депо и получили следующие номера: 0008, 0009, 0010, 0011, 0012, 0013. Они уже начали проходить обкатку, и буквально на днях выйдут на линию. Эти троллейбусы будут работать на маршруте №7.[37]
- 8 июня 2018 года Троллейбусный парк КП «Одесгорэлектротранс» пополнили четыре новейших машины «БКМ-321». Они были поставлены в рамках контракта между КП «ОГЭТ» и концерном «Белкоммунмаш» (Республика Беларусь) и получили номера 0014, 0015, 0016, 0017. Работать машины будут на маршрутах №7 и 10.[38]
- В июле——августе 2018 года открыт новый летний троллейбусный маршрут № 7К ул. Архитекторская — ЖД вокзал, который является укороченным вариантом 7-го маршрута ул. Архитекторская — пл. Льва Толстого.
- В августе 2018 года очередные две машины «БКМ-321» прибыли в депо и получили следующие номера: 0018, 0019. Они уже начали проходить обкатку, и буквально на днях выйдут на линию.
- 5 сентября 2018 года сотрудники КП «Одесгорэлектротранс» выпустили первый в Одессе электробус. Электробус был создан на базе троллейбуса Skoda 21 Tr № 4010 путем замены системы управления тяговым электроприводом, тягового электродвигателя, компрессора и установки электроаккумуляторов автономного хода с системой контроля зарядки. Также был выполнен ремонт салона, установлены новые сиденья. Одесский электробус имеет автономный ход в 50 километров и может заряжаться от контактной сети.[39]
- По состоянию на 16 октября 2018 года Концерн «Белкоммунмаш» (Республика Беларусь) в срок выполнил поставку всей партии современных троллейбусов БКМ-321 в рамках контракта с КП «Одесгорэлектротранс». Все 47 машин, приобретенных за кредитные средства, выделенные Европейским банком реконструкции и развития, поступили в Одессу и вышли на городские маршруты.[40]
- 10 ноября 2018 года первый электробус, созданный силами специалистов КП «Одесгорэлектротранс» на базе троллейбуса Skoda 21 Tr № 4010 отправился в свой первый рейс.[41]
- 19 декабря 2018 года в честь Дня Святого Николая улицам Одессы проехали украшены новогодними гирляндами троллейбусы КП «Одесгорэлектротранс». Парад троллейбусов стартовал от разворотного круга на улице Инглези. Колонна машин двинулась по улице Космонавтов, далее Адмиральский проспектом, проспектом Шевченко, Итальянским бульваром, улицами Пушкинской, Греческой и Канатной и обратно.[42]
- С 30 января 2019 года восстановлен троллейбусный маршрут № 1 «ЖД Вокзал — пл. Льва Толстого»[43] Так же возобновлено в полном объеме движение маршрутов № 7 , 9, 10. При этом маршрут № 7 следует до ул. Новосельского.[44]
- 04 июня 2019 года электробус, созданный специалистами КП «Одесгорэлектротранс» был представлен на Первом одесском экофестивале, который состоялся в парке им. Т. Шевченко. Электробус был представлен в качестве экологически чистого транспорта, не портит окружающую среду. Он является результатом кропотливой работы мастеров троллейбусного депо и вагоноремонтных мастерских, которые смогли превратить чешский троллейбус «Skoda 21 Tr» 1996 года выпуска на современную машину, которая может работать как от контактной сети, так и с помощью автономного хода, который составляет 50 километров.[45]
- 08 августа 2019 года специалисты троллейбусного депо КП «Одесгорэлектротранс» выполнили капитальный ремонт троллейбуса ЗИУ-9 № 658, который не работал почти 8 лет.[46]
- С 05 декабря 2019 года из-за обстоятельств, вызванных последствиями пожара в здании колледжа на улице Троицкой 25 −27, движение троллейбусного маршрута № 1 остановлено. Троллейбусный маршрут № 5 решено ликвидировать, а № 7 не курсирует по ул. Троицкой, а по ул. Пушкинской и обратно по ул. Ришельевской по ул. Бунина и Л. Толстого до пл. Л. Толстого[47]
- 19 декабря 2019 года в честь Дня Святого Николая улицам Одессы проехали украшены новогодними гирляндами троллейбусы КП «Одесгорэлектротранс».[48]
- В связи с проведением работ по благоустройству участков нового терминала "Международного аэропорта «Одесса» по ул. Центральный Аэропорт с 16 января 2020 до завершения ремонтных работ департаментом транспорта вносятся изменения временного характера в схему движения троллейбусного маршрута № 14: «Железнодорожный вокзал — пл. Б. Деревянко».[49]. С мая 2020 г. маршрут № 14 временно отменен в связи с прекращением полетов в аэропорт Одесса из-за карантина, реконструкцией доезда до терминалов, значительного сокращения пассажиропотока.
- С весны 2020 года в связи с ремонтными работами на Ивановском путепроводе временно троллейбус № 12 курсирует по укороченому маршруту до ул. С. Рихтера.[50].
- В октябре 2021 г. открыт маршрут № 15 Ж-д вокзал — Улица Корнюшина. по ул. Пушкинской (обратно Ришельевской) — Польскому спуску — Таможенной пл. — Приморской — ул. Черноморского Казачества — ул. Одария — ул. Атамана Головатого (только в направлении ул. Корнюшина) — ул. Балковской — под путепроводом Поездным. Маршрут обслуживают 2 машины с возможностью автономного хода на аккумуляторах от Пересыпского моста по ул. Балковской. Из за перекрытия ул. Приморской от Таможенной пл. до Военного сп. в связи с полномасштабным вторжением России весной 2022 г. маршрут отменен.
- Эта же причина послужила сокращению маршрута № 10 до ул. Ришельевской.

## Маршруты, год начала движения, путь следования и примечания по состоянию на сентябрь 2022 г
| Номер | Год  | Путь следования, протяженность, примечания | Интервал движения |
| ----- | ---- | --- | ----------------- |
| 2     | 1950 | ЦПКиО им. Шевченко — ул. Новосельского Успенская — Дегтярная — К. Муратовой — Садовая — Пастера — Сеченова. 5,8 км | 14-20 минут       |
| 3     | 1952 | ЦПКиО им. Шевченко — Застава-1 Б. Арнаутская (обратно Мал. Арнаутская) — Б. Хмельницкого — Мельницкая — Столбовая — разворот ок. ул. Берестейской. 9,1 км. | 8—10 минут        |
| 7     | 1965 | ул. Архитекторская — пл. Менделе Сфорима Ак. Королева — Космонавтов — Адмиральский пр. — Артура Савельева — пр. Шевченко — Итальянский бул., (обратно Среднефонтанская — Семинарская) — Итальянская (обратно — Ришельевская) — Нины Строкатой — К. Муратовой — пл. Менделе Сфорима, 17,3 км.         | 10—15 минут       |
| 8     | 1966 | Ж-д вокзал — Суперфосфатный завод Итальянская (обратно Ришельевская) — Б. Арнаутская (обратно М. Арнаутская) — Разумовская, автовокзал — Грушевского — Химическая — с заездом на ул. Боровского до заводов «Микрон» и «Нептун». 8.2 км.                                                              | 6—8 минут         |
| 9     | 1965 | ул. Инглези — ул. Ришельевская (ранее: ул. 25 Чапаевской дивизии — Греческая пл.) Космонавтов — Адмиральский пр. — Артура Савельева— пр. Шевченко — Канатная — Греческая — Ришельевская, далее по кольцу по ул. Нины Строкатой, Итальянской, Греческой на ул. Канатную по маршруту, 11 км.           | 5-7 минут         |
| 10    | 1965 | ул. Инглези — Мост Пересыпь Космонавтов — Адмиральский пр. — Сегедская — пр. Шевченко (только к Мосту Пересыпь) -ж-д вокзал, (обратно Среднефонтанская — Семинарская) — Итальянская (обратно Ришельевская) — Польский спуск — Таможенная пл. — Морвокзал, Потемкинская лестница — Приморская. 13 км. | 8-10 минут        |
| 12    | 1969 | ул. Архитекторская — ул. С. Рихтера Ак. Королева — Князя Ярослава Мудрого — Небесной Сотни — Космонавтов — Ак Филатова — Рихтера. 12 км. | 10—14 минут       |

### Несуществующие\отмененные ныне маршруты
| Номер | Год  | Маршрут |
| ----- | ---- | --- |
| 1     | 1945 | Ж-Д Вокзал — пл. Менделе Сфорима Итальянская (обратно — Ришельевская) — Нины Строкатой— К. Муратовой. 3,5 км Отменён с 1 декабря 2014. Восстановлен с 30 января 2019 года с выпуском в 3 ед. С 4.12.2019 отменён в связи с изменением трассы маршрута № 7, вызванного пожаром в доме Асвадурова по ул. Троицкой, 25 — 27 и демонтажом контактной сети около указанного здания из-за опасности обрушения стен сгоревшего дома.                                                                     |
| 4     | 1955 | Ж-Д вокзал — ул. Приморская. Прекратил своё существование с 1 ноября 2006 года. Полностью дублировался маршрутом № 10. |
| 5     | 1961 | Аркадия — ул. Новосельского Генуэзская — пр. Шевченко — М. Омеляновича-Павленко, обратно Среднефонтанская — Семинарская. 5,2 км |
| 11    | 1969 | ул. Архитекторская — Ж-д вокзал Ак. Королева — Князя Ярослава Мудрого — Небесной Сотни - Космонавтов — Адмиральский пр. — Сегедская — пр. Шевченко (только к ж-д вокзалу, обратно Канатная) — Итальянский бул. (обратно Среднефонтанская — Семинарская), 14 км |
| 13    | 1973 | ул. Инглези — Аркадия. Космонавтов — Адмиральский пр. — Артура Савельева — Генуэзская. 6 км. |
| 14    | 1970 | Ж-д-вокзал — Аэропорт Итальянская (обратно Ришельевская) — Б. Арнаутская (обратно М. Арнаутская) — Б. Хмельницкого — Мельницкая — Овидиопольская дорога. 8.8 км. В разное время маршрут удлинялся и укорачивался, существовали такие варианты: Аэропорт — ул. Приморская, Аэропорт — пл. Трибуны Героев (Толбухина) и Аэропорт — ЖД-вокзал. Со 2 июля 2014 установлен до ЖД-вокзала. С января 2020-го следовал до площади Бориса Деревянко в связи с благоустройством территории возле аэропорта. |
| 15    | 2021 | Ж-д вокзал — Улица Николая Лысенко. Ж-д вокзал — Итальянская (обратно Ришельевская) — Польский спуск — Таможенная пл. — Морвокзал, Потемкинская лестница — Приморская — ул. Черноморского Казачества — ул. Одария — ул. Атамана Головатого (только в направлении ул. Николая Лысенко) — ул. Балковская — путепровод Поездной. |
| 16    | 1992 | Куликово поле — ул. Новосельского. Открыт в 1992 после сокращения маршрута № 11 до ЖД-вокзала. Долгое время не работал, хотя официально существовал. В 2012 был объединён с прежним маршрутом № 5 и вскоре отменен. |

## Депо
Единственное троллейбусное депо ОГЭТ находится на ул. Инглези, 5 в месте соединения пр. Небесной Сотни и ул. Михаила Комарова, тел. (048) 728 2671. Ранее существовало депо на ул. Зоопарковой/Академической (4 ст. Большого Фонтана) около пл. 10 апреля для прежних маршрутов № 1, 2, 4, 5, 8, 9, 16. В 1997 году депо было закрыто, и машины, обслуживавшие вышеупомянутые маршруты, были переведены в депо на ул. Инглези, 5. В данный момент на территории бывшего депо располагается служба энергохозяйства КП «ОГЭТ» (СЭХ), а остальная территория застроена.
https://kp.ua/odessa/320438-na-meste-depo-vyrastet-mnohoetazhka Архивная копия от 5 августа 2019 на Wayback Machine

## Подвижной состав
По состоянию на апрель 2021 года пассажирский парк одесского троллейбуса насчитывает 173 единицы, из которых 120 в рабочем состоянии, служебный парк насчитывает 4 единицы, 2 из которых в рабочем состоянии.
| Модель                  | Фото | Количество | Количество | В эксплуатации с |  |
| Модель                  | Фото | Всего      | Рабочие    | В эксплуатации с |  |
| ----------------------- | ---- | ---------- | ---------- | ---------------- |  |
| ЗиУ-682                 |      | 39         | 13         | 1972             |  |
| БКМ-321                 |      | 47         | 47         | 2017             |  |
| Тролза-5265 «Мегаполис» |      | 16         | 13         | 2009             |  |
| ЮМЗ Т1                  |      | 15         | 1          | 1992             |  |
| ЮМЗ Т2                  |      | 13         | 7          | 1996             |  |
| ЮМЗ Т1Р (Т2П)           |      | 12         | 5          | 2003             |  |
| Богдан Т701.17          |      | 10         | 10         | 2016             |  |
| ВЗТМ-5284               |      | 8          | 4          | 2005             |  |
| Škoda 14Tr              |      | 8          | 6          | 2012             |  |
| Škoda 21Tr              |      | 5          | 4          | 2012             |  |

## Оплата проезда
На декабрь 2021 года стоимость проезда составляет 8,00 гр. Оплата производится, как правило, на выходе водителю (на некоторых маршрутах — кондуктору). Такая система оплаты не позволяет в полной мере учитывать пассажиропоток и объём выручки за проезд. Более точным в этом плане могла бы быть система оплаты проезда по заранее приобретенным у кондуктора или водителя разовым билетам с обязательным их погашением / компостированием в салоне. Регулярные рейды штатных контролеров по подвижному составу стимулирует пассажиров во избежание оплаты штрафа в 20-кратном размере стоимости проезда (160 гр.) приобретать и погашать билеты.

### История изменения стоимости проезда
Первоначально стоимость проезда варьировалась в зависимости от расстояния, затем стала 40 копеек (после денежной реформы 1961 года — 4 копейки, как и в других городах СССР, где существовали троллейбусные системы).
Единый для троллейбусов, трамваев и автобусов билет был введён в 1987 году, он стоил 5 копеек, а после повышения цен 1991 г. — 15 коп. До осени 1994 года цена успела несколько раз подняться.
С сентября 1994 года по февраль 1998 проезд в горэлектротранспорте был бесплатным, затем 30 и впоследствии 50 копеек.
Эксперимент 2005 года по введению электронных городских карт (номиналом от 10 до 50 гривен, которыми предполагалось расплачиваться за проезд в городском электротранспорте, а в дальнейшем — в автобусах и маршрутках, и даже в магазинах) — не увенчался успехом.
Стоимость проезда изменялась так:
- С 01.02.1999 — 30 копеек[53].
- С 01.12.2008 — 1 гр.[54].
- С 01.07.2011 — 1 гр. 25 копеек[55].
- С 01.11.2011 — 1 гр. 50 копеек[56].
- С 01.06.2015 — 2 гр.
- С 01.10.2016 — 3 гр.
- С 01.12.2018 — 5 гр.
- С 01.11.2021 — 8 гр. наличными и 7 при безналичном расчёте (мобильное приложение Transpod или Приват-24).[57]
- С 01.12.2024 — 15 гр.